# کارلوس رودریگز (بازیکن فوتبال، زاده ۱۹۸۰)
کارلوس رودریگز (انگلیسی: Carlos Rodríguez؛ زادهٔ ۲۹ آوریل ۱۹۸۰) بازیکن فوتبال اهل اسپانیا است.
از باشگاه‌هایی که در آن بازی کرده‌است می‌توان به باشگاه فوتبال اتلتیکو مادرید و باشگاه فوتبال اتلتیکو مادرید بی اشاره کرد.